# Danger Mouse in Double Trouble
Danger Mouse in Double Trouble es un videojuego publicado por Creative Sparks en noviembre de 1984 para Commodore 64, ZX Spectrum y Amstrad CPC. Es el primer videojuego basado en los dibujos animados de Danger Mouse.
- Datos: Q16555188